# Zenkyoto
 (février 2018).
Si vous disposez d'ouvrages ou d'articles de référence ou si vous connaissez des sites web de qualité traitant du thème abordé ici, merci de compléter l'article en donnant les références utiles à sa vérifiabilité et en les liant à la section « Notes et références ».
Les Zenkyoto (全共闘, Zenkyōtō), diminutif de Zengaku kyōtō kaigi (全学共闘会議), étaient des comités de lutte de base dans les universités de la fin des années 1960 au Japon, qui ont été les moteurs des occupations et des affrontements opposant étudiants et policiers, au moins dans les universités de Todai et de Nichidai.

## Histoire
En 1948 est fondée la Zengakuren, zen-nihon gakusei jichikai sō rengō ou « Fédération japonaise des associations d'autogestion étudiante ». Ses statuts sont ceux d'un syndicat étudiant de masse, avec une organisation fédérale et autogestionnaire. L'influence du Parti communiste japonais est très importante dans l'organisation. Au départ très militante et engagée dans les luttes étudiantes, la Zengakuren par la suite modère son discours et ses actes. Le militantisme de l'organisation tourne de plus en plus à l'organisation de pique-niques, kermesses et d'actions inoffensives, loin de la Zengakuren des premiers temps. Et malgré ses prétentions « autogestionnaires », la réalité est moins reluisante : les comités prétendument autogérés sont dirigés par des représentants, et l'organisation est ainsi contrôlée en sous-main par des cadres du P.C.J.. C'est dans ce contexte que vont apparaître dans les années 60 les Zenkyoto, dans les facultés de Todai et de Nichidai, avant de se répandre dans la plupart des universités japonaises.
Dans les contestations, portant notamment sur les frais d'inscription, la corruption de la direction des universités, l'utilisation par celles-ci de vigiles très violents parfois recrutés dans les milieux mafieux ou d’extrême-droite, les étudiants vont se rassembler dans les comités d'actions (« Kyôto Kaigi »), ensuite fédérés dans le Zenkioto ou Zenkyoto (« rassemblement de tous les comités d'actions »), échappant à la tutelle de la Zengakuren, dont la direction se range souvent du côté des administrateurs des universités. Ces comités sont organisés par niveaux (étudiants, salariés, chercheurs, , etc.) et par départements (sciences humaines, médecine, économie, etc.). Chaque comité est autonome, bien que fédéré au Zenkyoto. Les membres du comité participent tous aux débats du comité, et votent les décisions à main levée à la majorité. Les tentatives faites par les universités, par exemple celle de Nichidai, d’arrêter les dirigeants du mouvement de contestation n'aboutira à rien, car ceux-ci n'étaient que des délégués temporaires du Zenkyoto et furent remplacés très rapidement.
Le Zenkyōtō perdit de son influence sur les campus universitaire à partir notamment de 1972, notamment à la suite de l'éclatement du Zengakuren et de la dérive terroriste de l'Armée Rouge 